# Charlotte Gainsbourg

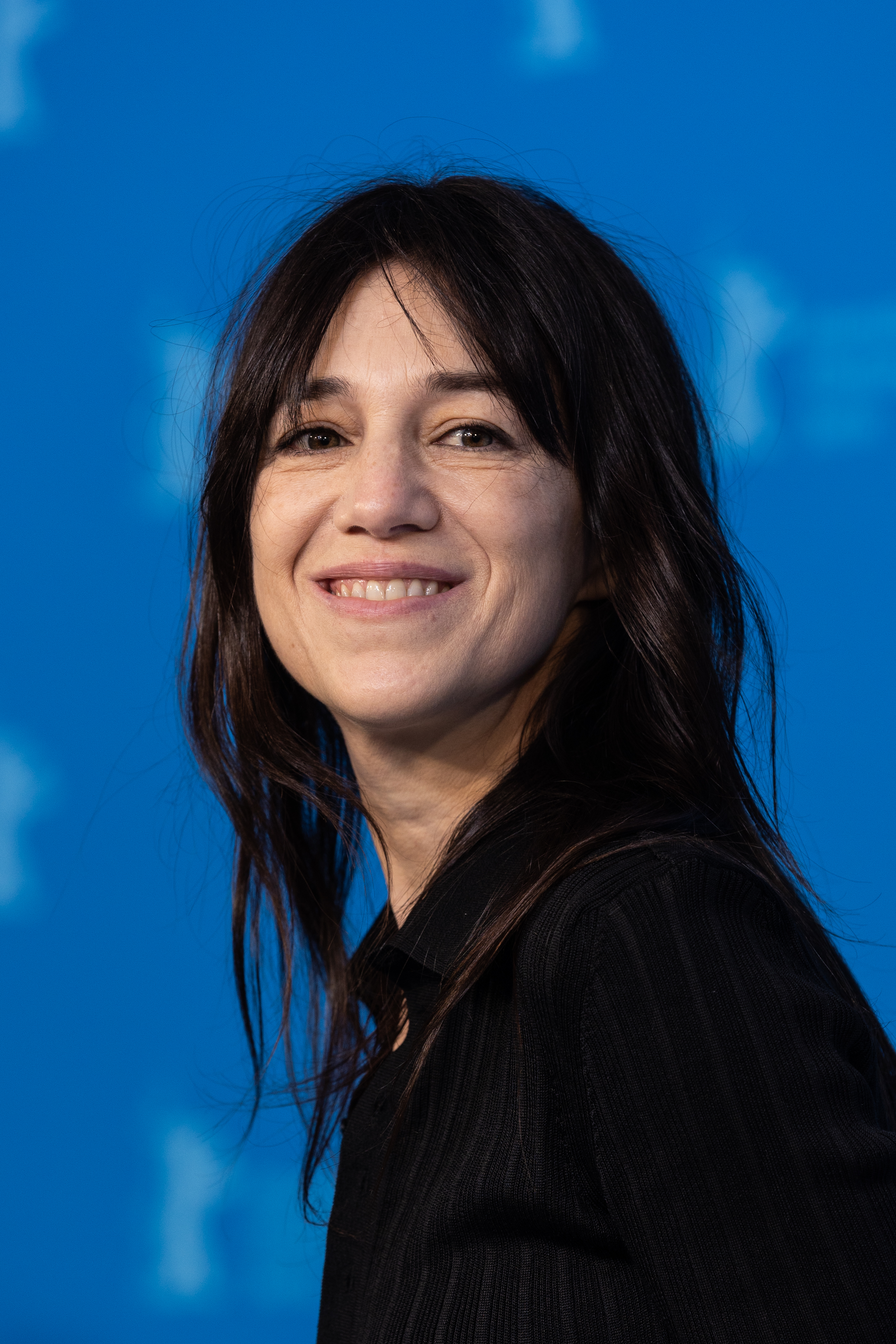
Charlotte Gainsbourg (2022)

Charlotte Lucy Gainsbourg [gɛ̃zˈbuʁ] (* 21. Juli 1971 in London, Vereinigtes Königreich, als Charlotte Lucy Ginsburg) ist eine französisch-britische Schauspielerin und Sängerin.

## Leben
Gainsbourg ist die Tochter des französischen Chansonniers und Schauspielers Serge Gainsbourg (1928–1991) und der britischen Schauspielerin Jane Birkin (1946–2023). Sie hat zwei Halbschwestern, die Fotografin Kate Barry (1967–2013) und die Schauspielerin Lou Doillon (* 1982), sowie einen Halbbruder, den Musiker Lulu Gainsbourg. Ihre Großmutter mütterlicherseits war die Schauspielerin Judy Campbell (1916–2004).
Ihre erste Rolle in dem 1984 veröffentlichten Film Duett zu dritt erhielt Gainsbourg mit zwölf Jahren auf Vermittlung ihrer Mutter Jane Birkin. Zwei Jahre später wurde sie mit dem César als beste Nachwuchsdarstellerin für ihre Darbietung in dem Film Das freche Mädchen (1985) von Claude Miller ausgezeichnet. Die zweite Zusammenarbeit mit Miller in Die kleine Diebin (1988) nach einem Drehbuch von François Truffaut brachte ihr drei Jahre später die erste César-Nominierung in der Kategorie Beste Hauptdarstellerin ein.

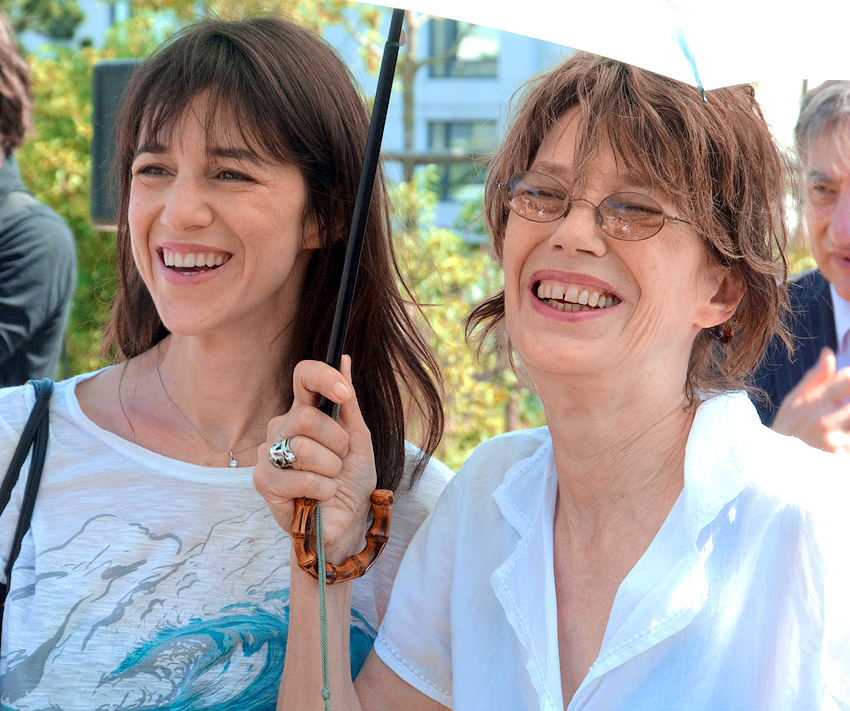
Gainsbourg mit ihrer Mutter Jane Birkin (r.), 2010

Für den Film Die Zeit mit Julien (1988) von Agnès Varda stand sie zusammen mit ihrer Mutter, ihrer jüngeren Halbschwester Lou Doillon und Agnès Vardas Sohn Mathieu Demy vor der Kamera. Sie spielten eine Familie, in der sich die alleinerziehende Mutter in den Schulkameraden ihrer älteren Tochter verliebt. Gedreht wurde unter anderem in Jane Birkins Elternhaus in England. Schlagzeilen machten das Lied Lemon Incest und der Film Charlotte for Ever, der 1986 erschien, als Gainsbourg gerade fünfzehn Jahre alt war. Der Film thematisiert die erotische Liebe zwischen Vater und Tochter, den Inzest. Ihr Vater Serge, der nicht nur Autor, sondern auch Regisseur und Hauptdarsteller des Films war, erregte durch die gewagten Szenen mit seiner leiblichen Tochter großes Aufsehen. Ebenfalls von einem Inzest, diesmal zwischen Geschwistern, handelte 1993 der Film Der Zementgarten nach dem gleichnamigen Roman von Ian McEwan unter der Regie ihres Onkels Andrew Birkin.
Mit Yvan Attal bildete Gainsbourg mehrmals ein Filmpaar, erstmals 1991 in Eric Rochants Entführung aus Liebe und 1992 in Jacques Doillons Amoureuse. 1996 schloss sich ein gemeinsamer Auftritt in Marion Vernoux’ Dreiecksbeziehungskomödie Love, etc. an. 2001 sowie 2004 folgten Attals eigene Regiearbeiten Meine Frau, die Schauspielerin und Happy End mit Hindernissen, in denen Gainsbourg mitspielte.
Im Jahr 2000 erhielt Gainsbourg einen weiteren César, diesmal in der Kategorie Beste Nebendarstellerin in Danièle Thompsons Regiedebüt La Bûche (1999). Eigentlich sollte sie auch die Hauptrolle in dem Film Zusammen ist man weniger allein (2007) übernehmen; sie verletzte sich jedoch während der Dreharbeiten in den USA bei einem Wasserski-Unfall so schwer, dass sie eine einjährige Pause einlegen musste. Audrey Tautou sprang für sie ein. Die weibliche Hauptrolle des Films Terminator: Die Erlösung (2009) konnte sie aus Termingründen nicht wahrnehmen.
Im Herbst 2008 drehte sie an der Seite von Willem Dafoe unter der Regie von Lars von Trier den Horrorthriller Antichrist, der ihr den Darstellerpreis der 62. Filmfestspiele von Cannes, die dänische Bodil und eine Nominierung für den Europäischen Filmpreis einbrachte. Weitere Nominierungen für den Europäischen Filmpreis erhielt sie für die erneute Zusammenarbeit mit Lars von Trier: 2011 für Melancholia, wo sie als pragmatische Schwester von Kirsten Dunst zu sehen war, und 2014 für den wegen seiner Sexszenen kontrovers diskutierten Film Nymphomaniac, in dem sie eine Nymphomanin verkörperte.
Im Jahr 2012 wurde Gainsbourg in die Wettbewerbsjury der 62. Internationalen Filmfestspiele von Berlin berufen. 2017 wurde sie in die Academy of Motion Picture Arts and Sciences (AMPAS) aufgenommen, die jährlich die Oscars vergibt. Für ihre schauspielerische Leistung in Frühes Versprechen von Éric Barbier war sie 2018 ein weiteres Mal für den César als beste Hauptdarstellerin nominiert.
Seit 1996 ist Irina Wanka Gainsbourgs deutsche Stammsprecherin.

## Privates
Gainsbourg lebt mit dem französischen Schauspieler und Regisseur Yvan Attal zusammen, mit dem sie drei Kinder hat. Ihr Sohn Ben Attal (* 1997) ist ebenfalls Schauspieler. Yul Brynner war ihr Taufpate. Nach dem Tod ihrer Schwester Kate Barry zog sie 2014 von Paris nach New York. Seit 2020 lebt sie mit ihrer Familie wieder in Paris.

## Filmografie

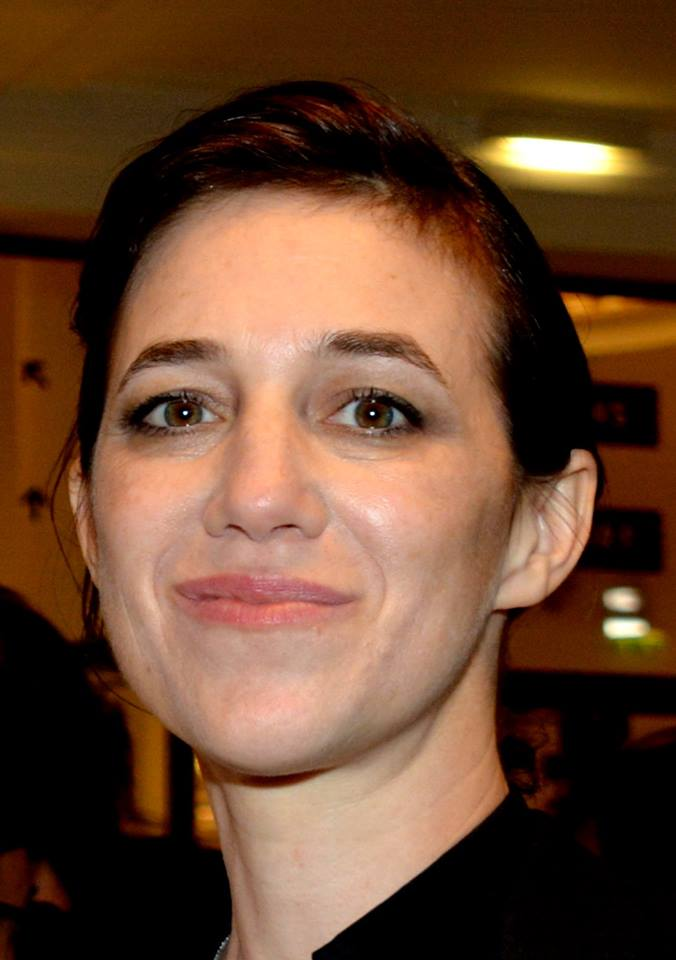
Charlotte Gainsbourg (2018)

- 1984: Duett zu dritt (Paroles et musique)
- 1985: La tentation d’Isabelle
- 1985: Das freche Mädchen (L’Effrontée)
- 1986: Charlotte for Ever
- 1988: Die Zeit mit Julien (Kung-fu master!)
- 1988: Jane B. par Agnès V.
- 1988: Die kleine Diebin (La Petite voleuse)
- 1990: Nachtsonne (Il sole anche di notte)
- 1991: Dem Leben sei Dank (Merci la vie)
- 1991: Entführung aus Liebe (Aux yeux du monde)
- 1992: Amoureuse
- 1993: Der Zementgarten (The Cement Garden)
- 1996: Jane Eyre
- 1996: Anna Oz
- 1996: Love, etc.
- 1999: The Intruder – Angriff aus der Vergangenheit (The Intruder)
- 1999: La Bûche
- 2000: Passionnément
- 2000: Nürnberg – Im Namen der Menschlichkeit (Nuremberg) (TV-Film)
- 2000: Les Misérables – Gefangene des Schicksals (Les Misérables) (TV-Miniserie)
- 2001: Félix et Lola
- 2001: Meine Frau, die Schauspielerin (Ma femme est une actrice)
- 2003: 21 Gramm (21 Grams)
- 2004: Happy End mit Hindernissen (Ils se marièrent et eurent beaucoup d’enfants)
- 2004: L’un reste, l’autre part
- 2005: Lemming
- 2006: Science of Sleep – Anleitung zum Träumen (La Science des rêves)
- 2006: Golden Door (Nuovomondo)
- 2006: Prête-moi ta main
- 2007: I’m Not There
- 2009: The City of Your Final Destination
- 2009: Antichrist
- 2009: Ruhelos (Persécution)
- 2010: The Tree (L’Arbre)
- 2011: Melancholia
- 2012: Confession (Confession of a Child of the Century)
- 2012: Do Not Disturb
- 2013: Nymphomaniac
- 2014: Jacky im Königreich der Frauen (Jacky au royaume des filles)
- 2014: Son épouse
- 2014: Missverstanden (Incompresa)
- 2014: 3 Herzen (3 cœurs)
- 2014: Heute bin ich Samba (Samba)
- 2015: Every Thing Will Be Fine
- 2016: The Jews
- 2016: Independence Day: Wiederkehr (Independence Day: Resurgence)
- 2016: Norman (Norman: The Moderate Rise and Tragic Fall of a New York Fixer)
- 2016: Dark Crimes
- 2017: Ismaëls Geister (Les fantômes d’Ismaël)
- 2017: Schneemann (The Snowman)
- 2017: Frühes Versprechen (La Promesse de l’aube)
- 2018: I Think We’re Alone Now
- 2019: Lux Æterna
- 2019: Der Hund bleibt (Mon chien Stupide)
- 2020: Call My Agent! (Dix pour cent) (TV-Serie, eine Folge)
- 2021: Suzanna Andler
- 2021: Menschliche Dinge (Les choses humaines)
- 2021: Jane by Charlotte (Regie)
- 2021: Sundown – Geheimnisse in Acapulco (Sundown)
- 2022: In Therapie (TV-Serie – zweite Staffel)
- 2022: Passagiere der Nacht (Les passagers de la nuit)
- 2022: Der denkwürdige Fall des Mr Poe (The Pale Blue Eye)
- 2022: The Almond and the Seahorse
- 2023: Voll ins Leben
- 2023: Alphonse (TV-Serie)
- 2025: Étoile (Fernsehserie, 8 Folgen)
- 2025: Der phönizische Meisterstreich (The Phoenician Scheme)

## Auszeichnungen (Auswahl)
César

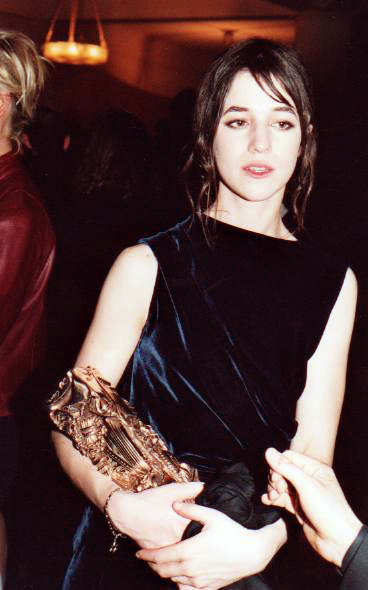
Gainsbourg bei der César-Verleihung 2000

- 1986: Beste Nachwuchsdarstellerin für Das freche Mädchen
- 1989: Nominierung in der Kategorie Beste Hauptdarstellerin für Die kleine Diebin
- 1997: Nominierung in der Kategorie Beste Hauptdarstellerin für Love, etc.
- 2000: Beste Nebendarstellerin für La Bûche
- 2007: Nominierung in der Kategorie Beste Hauptdarstellerin für Prête-moi ta main
- 2011: Nominierung in der Kategorie Beste Hauptdarstellerin für The Tree
- 2018: Nominierung in der Kategorie Beste Hauptdarstellerin für Frühes Versprechen

Europäischer Filmpreis
- 2009: Nominierung in der Kategorie Beste Darstellerin für Antichrist
- 2011: Nominierung in der Kategorie Beste Darstellerin für Melancholia
- 2014: Nominierung in der Kategorie Beste Darstellerin für Nymphomaniac

Bodil
- 2010: Beste Hauptdarstellerin für Antichrist
- 2012: Nominierung in der Kategorie Beste Nebendarstellerin für Melancholia
- 2014: Beste Hauptdarstellerin für Nymphomaniac

Chlotrudis Award
- 2007: Nominierung in der Kategorie Beste Nebendarstellerin für Science of Sleep – Anleitung zum Träumen
- 2010: Nominierung in der Kategorie Beste Hauptdarstellerin für Antichrist

Globe de Cristal
- 2007: Nominierung in der Kategorie Beste Darstellerin für Prête-moi ta main

Independent Spirit Award
- 2008: Robert Altman Award (zusammen mit dem Regisseur und der Besetzung) für I’m Not There

Internationale Filmfestspiele von Cannes
- 2009: Beste Darstellerin für Antichrist

Prix Lumières
- 2015: Nominierung in der Kategorie Beste Darstellerin für 3 Herzen und Heute bin ich Samba
- 2018: Nominierung in der Kategorie Beste Darstellerin Frühes Versprechen

Robert
- 2010: Nominierung in der Kategorie Beste Hauptdarstellerin für Antichrist
- 2012: Beste Nebendarstellerin für Melancholia
- 2015: Nominierung in der Kategorie Beste Hauptdarstellerin für Nymphomaniac

Saturn Award
- 2012: Nominierung in der Kategorie Beste Nebendarstellerin für Melancholia

Weitere
- 2016: Officier de l’Ordre des Arts et des Lettres (Offizierskreuz des Ordens der Künste und der Literatur)[8]
- 2022: Golden Eye Award des Zurich Film Festival

## Diskografie
Regelmäßig betätigt sich Charlotte Gainsbourg auch als Sängerin. Zum ersten Mal öffentlich tat sie dies mit dem Song Lemon Incest zusammen mit ihrem Vater Serge auf dessen Album Love on the Beat (1984). Später sang sie die Titelsongs zu den Filmen Charlotte For Ever (1986) und Love, etc. (1996). Im Jahr 2000 konnte man ihre Stimme in Madonnas Lied What It Feels Like for a Girl hören (ein Sample aus dem Film The Cement Garden). Sie sang das Duett If mit Étienne Daho auf dessen Album Réévolution (2003). In dem im Januar 2005 in Frankreich erschienenen Film L’Un reste, l’autre part ist sie mit dem Titelsong zu hören.
Im August 2006 erschien das Album 5:55 mit Kompositionen der Band Air sowie Texten von Air, Jarvis Cocker (Pulp) und Neil Hannon (Divine Comedy). 2007 coverte sie zusammen mit Calexico den Song Just Like a Woman für den Soundtrack von I’m Not There, einem Film über Bob Dylan. Im Dezember 2009 erschien das Studio-Album IRM, bei dem der US-amerikanische Musiker Beck Hansen als Songwriter, Komponist und Produzent mitwirkte.

### Alben
| Jahr | Titel              | Höchstplatzierung, Gesamtwochen, AuszeichnungChartplatzierungen (Jahr, Titel, Platzierungen, Wochen, Auszeichnungen, Anmerkungen) | Höchstplatzierung, Gesamtwochen, AuszeichnungChartplatzierungen (Jahr, Titel, Platzierungen, Wochen, Auszeichnungen, Anmerkungen) | Höchstplatzierung, Gesamtwochen, AuszeichnungChartplatzierungen (Jahr, Titel, Platzierungen, Wochen, Auszeichnungen, Anmerkungen) | Höchstplatzierung, Gesamtwochen, AuszeichnungChartplatzierungen (Jahr, Titel, Platzierungen, Wochen, Auszeichnungen, Anmerkungen) | Höchstplatzierung, Gesamtwochen, AuszeichnungChartplatzierungen (Jahr, Titel, Platzierungen, Wochen, Auszeichnungen, Anmerkungen) | Höchstplatzierung, Gesamtwochen, AuszeichnungChartplatzierungen (Jahr, Titel, Platzierungen, Wochen, Auszeichnungen, Anmerkungen) | Anmerkungen                                                                                 |
| Jahr | Titel              | DE | AT | CH | UK | US | FR | Anmerkungen                                                                                 |
| ---- | ------------------ | --- | --- | --- | --- | --- | --- | ------------------------------------------------------------------------------------------- |
| 1986 | Charlotte for Ever | — | — | — | — | — | — | Erstveröffentlichung: Dezember 1986 erweiterte Wiederveröffentlichung 1993 als Lemon Incest |
| 2006 | 5:55               | DE38 (4 Wo.)DE | AT41 (2 Wo.)AT | CH12 (20 Wo.)CH | UK78 (1 Wo.)UK | US196 (1 Wo.)US | FR1 (50 Wo.)FR | Erstveröffentlichung: 29. August 2006                                                       |
| 2009 | IRM                | — | — | CH28 (11 Wo.)CH | UK62 (1 Wo.)UK | US69 (2 Wo.)US | FR4 (42 Wo.)FR | Erstveröffentlichung: 7. Dezember 2009                                                      |
| 2011 | Stage Whisper      | DE89 (1 Wo.)DE | — | — | — | — | — | Erstveröffentlichung: 5. Dezember 2011                                                      |
| 2017 | Rest               | DE74 (1 Wo.)DE | AT49 (1 Wo.)AT | CH8 (16 Wo.)CH | UK89 (1 Wo.)UK | — | FR14 Gold · (2 Wo.)FR | Erstveröffentlichung: 17. November 2017                                                     |

### Singles
| Jahr | Titel Album                 | Höchstplatzierung, Gesamtwochen, AuszeichnungChartplatzierungen (Jahr, Titel, Album, Platzierungen, Wochen, Auszeichnungen, Anmerkungen) | Höchstplatzierung, Gesamtwochen, AuszeichnungChartplatzierungen (Jahr, Titel, Album, Platzierungen, Wochen, Auszeichnungen, Anmerkungen) | Höchstplatzierung, Gesamtwochen, AuszeichnungChartplatzierungen (Jahr, Titel, Album, Platzierungen, Wochen, Auszeichnungen, Anmerkungen) | Höchstplatzierung, Gesamtwochen, AuszeichnungChartplatzierungen (Jahr, Titel, Album, Platzierungen, Wochen, Auszeichnungen, Anmerkungen) | Höchstplatzierung, Gesamtwochen, AuszeichnungChartplatzierungen (Jahr, Titel, Album, Platzierungen, Wochen, Auszeichnungen, Anmerkungen) | Höchstplatzierung, Gesamtwochen, AuszeichnungChartplatzierungen (Jahr, Titel, Album, Platzierungen, Wochen, Auszeichnungen, Anmerkungen) | Anmerkungen |
| Jahr | Titel Album                 | DE | AT | CH | UK | US | FR | Anmerkungen |
| ---- | --------------------------- | --- | --- | --- | --- | --- | --- | --- |
| 1985 | Lemon Incest                | — | — | — | — | — | FR2 Silber · (18 Wo.)FR | Serge & Charlotte Gainsbourg                                                                                             |
| 2004 | If –                        | — | — | CH98 (1 Wo.)CH | — | — | FR42 (13 Wo.)FR | mit Etienne Daho |
| 2006 | The Songs That We Sing 5:55 | — | — | — | — | — | FR30 (30 Wo.)FR | Erstveröffentlichung: 28. Juni 2006                                                                                      |
| 2025 | Grand soleil –              | — | — | — | — | — | FR56 (… Wo.)FR | Erstveröffentlichung: 14. März 2025 Damso feat. Various Artists; Benefizsingle für die Anti-AIDS-Veranstaltung Sidaction |

## Auszeichnungen für Musikverkäufe
| Goldene Schallplatte - Belgien - 2007: für das Album 5:55 | Diamantene Schallplatte - Europa (Impala) - 2008: für das Album 5:55 |

Anmerkung: Auszeichnungen in Ländern aus den Charttabellen bzw. Chartboxen sind in ebendiesen zu finden.
| Land/RegionAuszeichnungen für Musikverkäufe (Land/Region, Auszeichnungen, Verkäufe, Quellen) | Silber  | Gold     | Platin | Diamant  | Verkäufe | Quellen             |
| -------------------------------------------------------------------------------------------- | ------- | -------- | ------ | -------- | -------- | ------------------- |
| Belgien (BRMA)                                                                               | —       | Gold1    | —      | —        | 20.000   | ultratop.be         |
| Europa (Impala)                                                                              | —       | —        | —      | Diamant1 | 250.000  | impalamusic.org     |
| Frankreich (SNEP)                                                                            | Silber1 | Gold1    | —      | —        | 250.000  | snepmusique.com FR2 |
| Insgesamt                                                                                    | Silber1 | 2× Gold2 | —      | Diamant1 |          |                     |